# Papyrus 114
Papyrus 114 (nach Gregory-Aland mit Sigel {\displaystyle {\mathfrak {P}}}114 bezeichnet) ist eine frühe griechische Abschrift des Neuen Testaments. Dieses Papyrusmanuskript enthält Teile des Hebräerbriefes. Der verbleibende Text besteht nur aus schlecht erhaltenen Fragmenten und umfasst die Verse 1,7–12. Mittels Paläographie wurde es vom INTF auf das 3. Jahrhundert datiert. Gemäß Comfort kann es in die erste Hälfte des dritten Jahrhunderts eingeordnet werden.
Die Handschrift wird zurzeit in den Räumen der Papyrologie der Bodleian Art, Archaeology and Ancient World Library in Oxford unter der Nummer P. Oxy. 4498 aufbewahrt.

### Abbildungen
- P.Oxy.LXIV 4498 von der Papyrologie auf Oxfords „POxy: Oxyrhynchus Online“
- Bild von {\displaystyle {\mathfrak {P}}}114 recto, Fragment von Hebräer 1,7–12

### Offizielle Registrierung
- „Fortsetzung der Liste der Handschriften“ Institut für Neutestamentliche Textforschung, Universität Münster. (PDF-Datei; 147 kB)